# Kinokuniya Bunzaemon

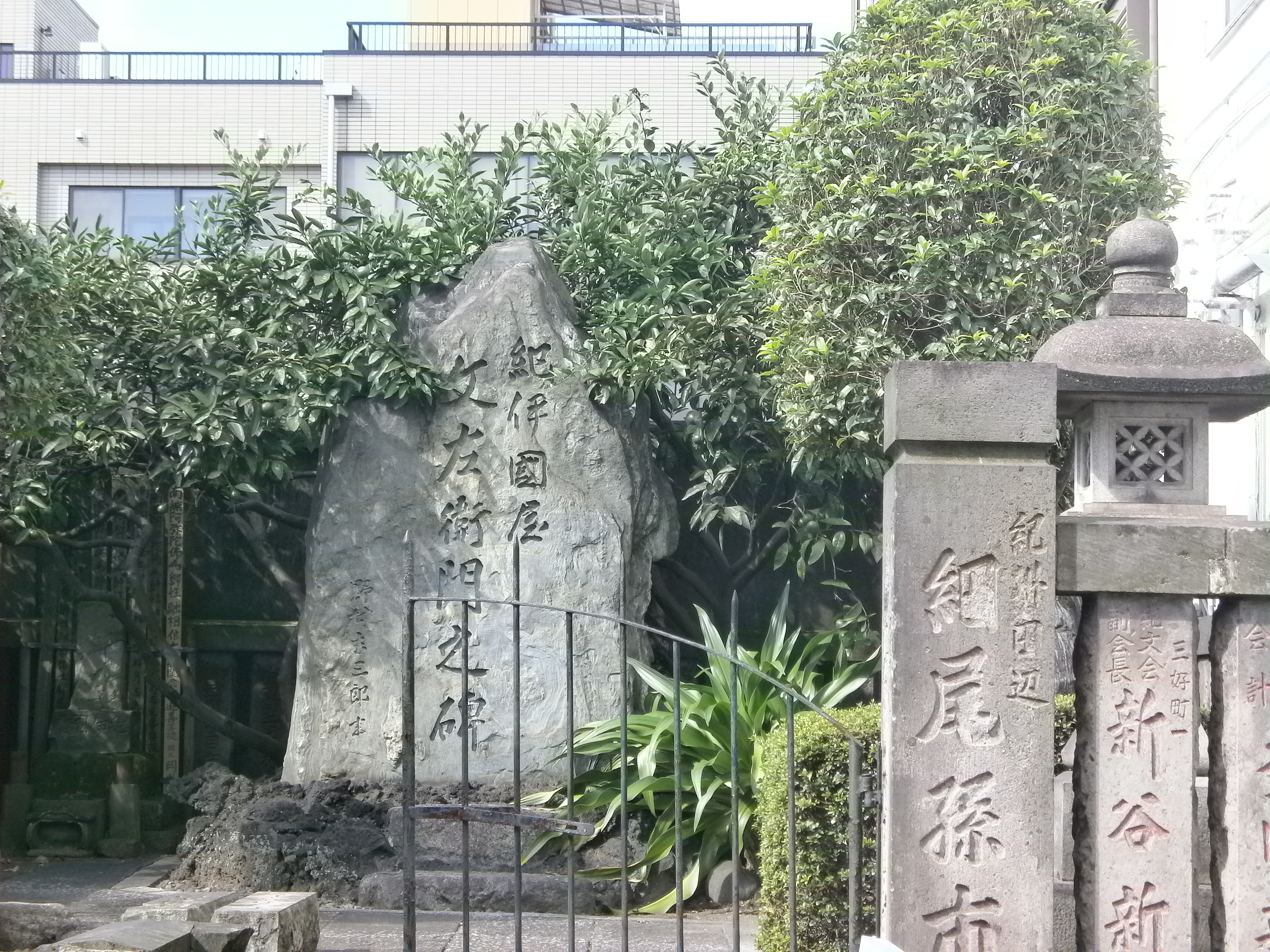
Gedenkstein für Kinokuniya Bunzaemon

Kinokuniya Bunzaemon (japanisch 紀伊國屋 文左衛門, kurz „Kibun“ (紀文) genannt; geboren in den 1660er Jahren wohl in der Provinz Kii; gestorben 26. Mai 1734) war ein wohlhabender japanischer Kaufmann in der mittleren Edo-Zeit.

## Leben und Wirken
Kinokuniya Bunzaemon, wahrscheinlich in der Provinz Kii (Heute Präfektur Wakayama) geboren, ging nach Edo und wurde dort Holzhändler im Hachōbori-(八丁堀)-Distrikt. Er sicherte sich die alleinigen Rechte, das Holz für die Haupthalle des Tempels Kan’ei-ji im Stadtteil Ueno zu liefern, dem damals größten und einflussreichsten Tempel Edos. Als offizieller Belieferer des Tokugawa-Shogunats konnte er ausgewähltes Holz erwerben und damit ein blühendes Geschäft entwickeln.
Er war bekannt für seinen extravaganten Lebensstil. Zu seinen Gästen gehörten hohe Offizielle wie Yanagisawa Yoshiyasu (1658–1714), der sich für die Gastfreundschaft mit besonderen Privilegien bedankte. Als Förderer des Theaters und anderer Unterhaltungsbetriebe kaufte er Miuraya no Kichō (三浦屋の几帳) frei, die berühmteste Kurtisane der Zeit. Als Yanagawas Förderer, Shogun Tokugawa Tsunayoshi 1704 starb, zog er sich aus dem öffentlichen Leben zurück. Damit verlor auch Kinokuniya einen Förderer. Brände in seinem Holzlager und zunehmende Konkurrenz führten dazu, dass Kinokuniya spätestens in der Shōtoku-Ära (1711–1716) das Geschäft aufgab und die letzten Jahren seines Lebens in der Gegend Fukugawa Ichi-no-Torii (深川一の鳥居) in Abgeschiedenheit verbrachte.
Kinokuniya beschäftigte sich mit Gedichten in der Haikai-Form unter dem Künstlernamen „Senzan“ (千山) und mit Malerei. Er war mit dem Dichter Takarai Kikaku und dem Maler Hanabusa Itchō befreundet.
Kineya Jōkan II. (1874–1956) verfasste eine Ballade auf Kinokuniya unter dem Titel „Kibun Daijin“ (紀文大尽) – „Kibun, der Millionär“.